# Arcidiocesi di Santiago di Compostela

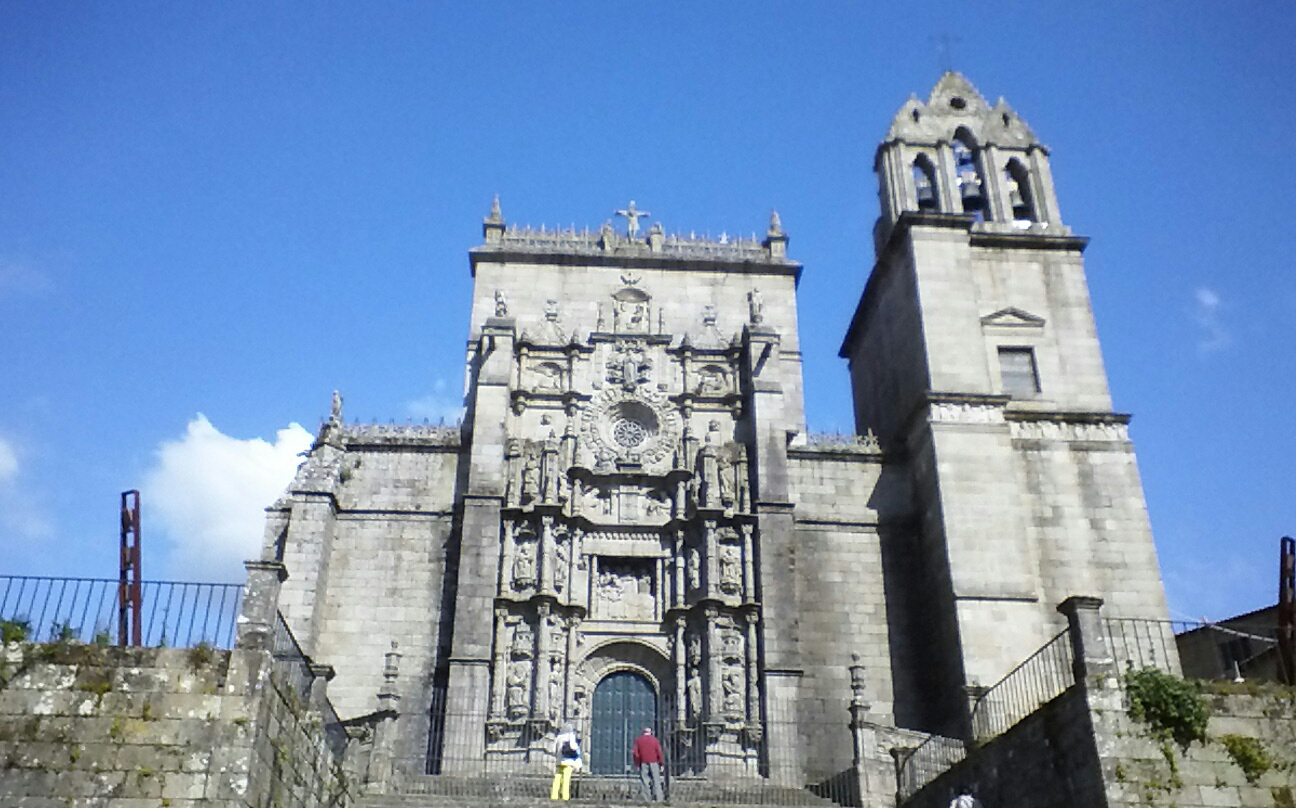
La basilica minore di Santa Maria Maggiore di Pontevedra.

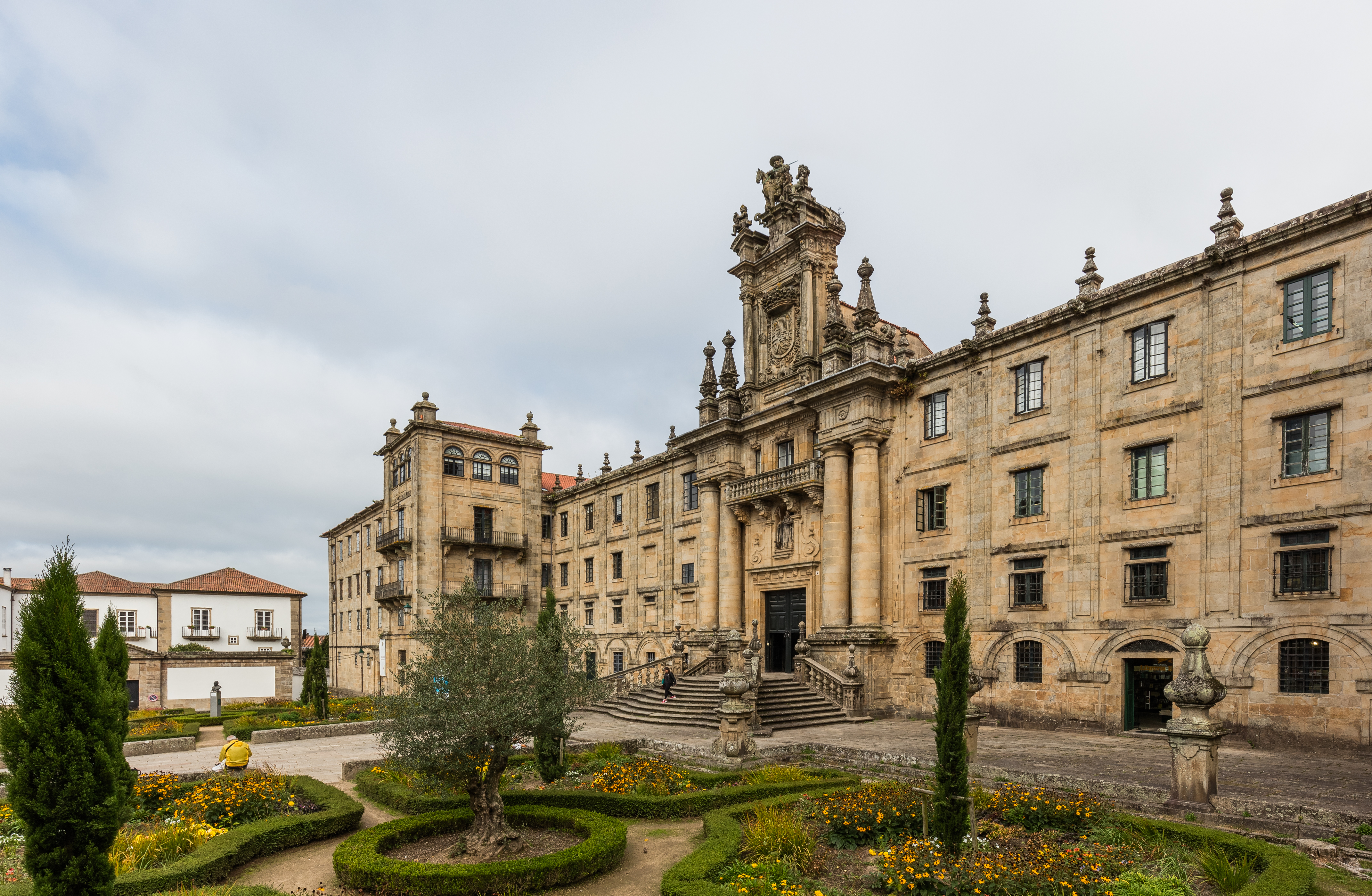
Il monastero di San Martín Pinario, sede del seminario e dell'archivio storico dell'arcidiocesi.

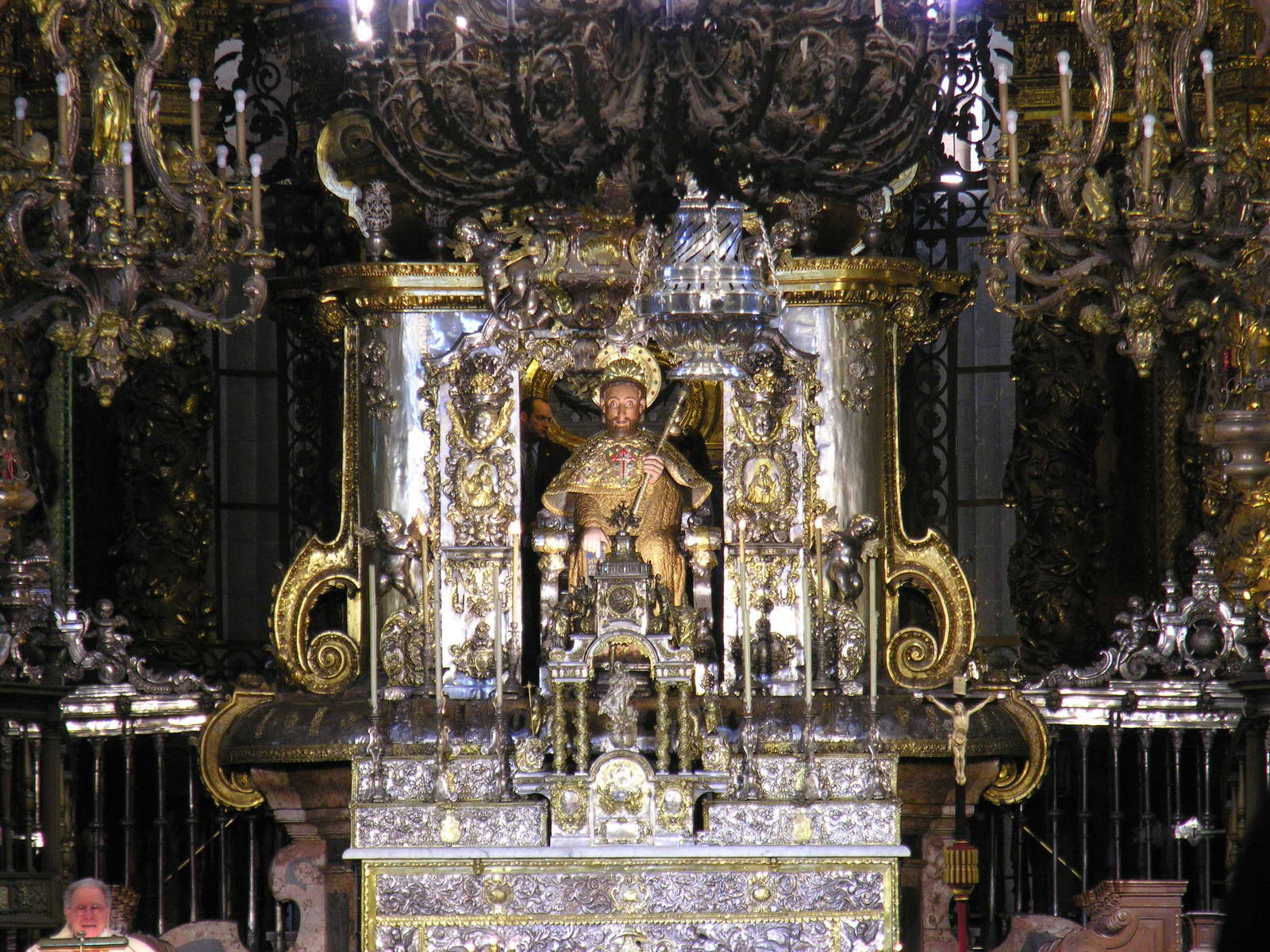
L'altare di San Giacomo nella cattedrale di Santiago.

L'arcidiocesi di Santiago di Compostela (in latino: Archidioecesis Compostellana) è una sede metropolitana della Chiesa cattolica in Spagna. Nel 2022 contava 1.118.000 battezzati su 1.310.000 abitanti. È retta dall'arcivescovo Francisco José Prieto Fernández.

## Territorio
L'arcidiocesi è situata nella comunità autonoma della Galizia, Spagna nord-occidentale e si trova a cavallo tra le province di A Coruña e Pontevedra.
Sede arcivescovile è la città di Santiago di Compostela, dove si trova la cattedrale di San Giacomo. A Pontevedra sorge la basilica minore di Santa Maria Maggiore (Basílica de Santa María la Mayor).

### Parrocchie e vicariati
Il territorio si estende su 8.546 km² ed è suddiviso in 1.070 parrocchie raggruppate in 48 arcipresbiterati (archiprestazgos) e questi a loro volta, raggruppati in 3 vicariati, come segue:
- Vicariato di Santiago di Compostela

Comprende gli arcipresbiterati di: Giro de la Ciudad, Bama, Barbeiros, Barcala, Benvexo, Berreo de Abaixo, Berreo de Arriba, Céltigos, Dubra, Duio, Entís, Ferreiros, Xiro da Rocha, Iria Flavia, Amaía, Nemancos, Piloño, Postmarcos de Abaixo, Postmarcos de Arriba, Ribadulla, Sobrado, Soneira, Tabeirós, Vea y Ponte Beluso.
- Vicariato di La Coruña

Comprende gli arcipresbiterati di: Abegondo, Alvedro, Bergantiños, Bezoucos, Cerveiro, Cuatro Caminos, Faro, Monelos, Riazor, Laracha, Pruzos, Seaia y Xanrozo.
- Vicariato di Pontevedra

Comprende gli arcipresbiterati di: Arousa, Cotobade, O Lérez, Montes, Moraña-Caldas, Moraña-Cuntis, Morrazo, Ribadumia, O Salnés y As Pontes.

### Comuni compresi nell'arcidiocesi
Territorio comunale completamente compreso nell'arcidiocesi:
| - Abegondo - Ames - Aranga - Ares - Arteixo - A Baña - Barro - Bergondo - Betanzos - Boimorto - Boiro - Boqueixón - Brión - Bueu - Cabana de Bergantiños - Cabanas - Caldas de Reis - Camariñas - Cambados - Cambre - Campo Lameiro - Cangas - A Capela - Carballo - Carnota - Carral - Catoira - Cee - Cerceda - Cerdedo - Coirós - Corcubión - Coristanco - La Coruña |  | - Cotobade - Culleredo - Cuntis - Curtis - Dodro - Dumbría - A Estrada - Fene - Fisterra - Forcarei - Frades - O Grove - A Illa de Arousa - Irixoa - A Laracha - Laxe - Lousame - Malpica de Bergantiños - Mazaricos - Meaño - Meis - Mesia - Miño - Moaña - Moraña - Mugardos - Muros - Muxía - Negreira - Noia - Oleiros - Ordes - Oroso - Outes |  | - Oza-Cesuras - Paderne - Padrón - O Pino - Poio - Ponteceso - Pontecesures - Pontedeume - Pontevedra - Portas - Rianxo - Ribadumia - Ribeira - Rois - Sada - Santa Comba - Santiago di Compostela - Sanxenxo - Sobrado - Teo - Tordoia - Touro - Trazo - Val do Dubra - Valga - Vedra - Vilaboa - Vilagarcía de Arousa - Vilanova de Arousa - Vilarmaior - Vilasantar - Vimianzo - Zas |

Territorio comunale parzialmente compreso nell'arcidiocesi:
- Arzúa
- Monfero
- As Pontes de García Rodríguez
- A Lama
- Ponte Caldelas
- Silleda
- Vila de Cruces

### Provincia ecclesiastica
La provincia ecclesiastica di Santiago di Compostela comprende le seguenti suffraganee:
- diocesi di Lugo,
- diocesi di Mondoñedo-Ferrol,
- diocesi di Orense,
- diocesi di Tui-Vigo.

### Il cammino di Santiago
Santiago di Compostela è meta di continui pellegrinaggi provenienti da tutto il mondo. La sua maestosa cattedrale dedicata a San Giacomo da Compostela è la tappa finale di ogni pellegrino che decide di affrontare il vecchio "cammino di Santiago di Compostela". Il 23 ottobre 1987 il Consiglio d'Europa ha riconosciuto l'importanza dei percorsi religiosi e culturali che attraversano l'Europa per giungere a Santiago di Compostela dichiarando i percorsi "itinerario culturale europeo".
In particolare l'arcidiocesi, tramite la cosiddetta "Officina del pellegrino", è l'organismo preposto ad emettere le Compostele, ovvero i documenti che attestano che chi la possiede ha compiuto almeno cento chilometri del Camino.

## Storia
La diocesi di Iria Flavia fu eretta nel VI secolo e se ne trova riscontro per la prima volta nei documenti del concilio di Braga del 561. Era originariamente suffraganea dell'arcidiocesi di Braga.
Nell'829 il vescovo Teodomiro scoprì la tomba dell'apostolo san Giacomo Maggiore, che divenne uno dei principali luoghi di pellegrinaggio dell'Europa medievale.
Il pellegrinaggio permise la circolazione di idee: da Santiago viene probabilmente anche la preghiera Salve Regina, composta dal vescovo san Pietro di Mezonzo verso l'anno mille.
A partire dalla metà del IX secolo i vescovi portano sempre più spesso il titolo di Iria Flavia e della Sede Apostolica, e la loro sede abituale è il locus Sancti Iacobi, che poi diverrà Santiago.
Il 5 dicembre 1095 papa Urbano II con la bolla Veterum sinodalia attribuì all'antica diocesi di Iria Flavia una nuova sede e il nuovo nome di diocesi di Santiago di Compostela. Nel contempo concesse alla diocesi l'esenzione dalla giurisdizione metropolitica, rendendola immediatamente soggetta alla Santa Sede.
Il 27 febbraio 1120 papa Callisto II con la bolla Omnipotentis dispositione elevò la diocesi al rango di arcidiocesi metropolitana.
Il 5 marzo 1525 fu istituita con bolla di papa Clemente VII l'università di Santiago, che traeva origine dalla scuola della cattedrale, che per tutto il Medioevo aveva avuto maestri celebri. Per molti anni (fino al XIX secolo) l'università mantenne un corso di teologia e servì alla formazione dei sacerdoti in vece di un seminario diocesano, che fu eretto solo nel 1829. Con difficoltà nella seconda metà dell'Ottocento il seminario ottenne il diritto di rilasciare titoli accademici, finché nel 1932 fu ridotto al rango di semplice seminario diocesano. Infine nel 1981 il seminario ottenne lo status di Istituto Teologico, associato all'Università di Salamanca con il diritto di rilasciare il baccalaureato di teologia.
Il 17 ottobre 1954, in forza del decreto Quum sollemnibus della Congregazione concistoriale, furono rivisti i confini dell'arcidiocesi per farli coincidere con quelli della provincia civile, in applicazione del concordato tra la Santa Sede e il governo spagnolo del 1953. L'arcidiocesi di Santiago di Compostela cedette le parrocchie di Beariz, Girazga e Lebozán alla diocesi di Orense ed acquisì le parrocchie di Camariñas, Jornes e Miño dalla diocesi di Mondoñedo (oggi diocesi di Mondoñedo-Ferrol).

## Cronotassi dei vescovi
Si omettono i periodi di sede vacante non superiori ai 2 anni o non storicamente accertati.

### Vescovi di Iria Flavia
- Andrés † (prima del 561 - dopo il 572)
- Domingo † (menzionato nel 589)
- Samuel † (menzionato nel 633)
- Gotomaro † (prima del 638 - dopo il 646)
- Vincibil † (menzionato nel 653)
- Idulfo † (prima del 675 - dopo il 688)
- Selva † (durante il regno di Witiza)
- Teodesindo † (menzionato nel 709)
- Emila † (durante il regno di Pelagio)
- Román † (durante il regno di Fruela I)
- Agustín † (durante il regno di Fruela I)
- Honorato † (durante il regno di Fruela I)
- Vincele † (durante il regno di Aurelio)
- Cresconio I † (durante il regno di Silo)
- Vaula † (durante il regno di Mauregato)
- Quendulfo I † (durante il regno di Bermudo I)
- Quendulfo II † (?)
- Teodomiro † (prima dell'814 - 20 ottobre 847 deceduto)
- Adulfo I † (847 - circa 851)
- Adulfo II † (circa 855 - 877 ?)
- Sisnando I † (prima dell'879 - dopo il 919 deceduto)
- Gundesindo † (menzionato nel 923 circa)
- Hermenegildo † (924 - dopo il 19 marzo 951)
- Sisnando II Menéndez † (952 - 970)
  - San Rudesindo † (970 - 1º marzo 977 deceduto) (amministratore apostolico)
- Pelayo Rodríguez † (977 - 985 dimesso)
- San Pedro de Mezonzo † (986 - circa 1000 deceduto)
- Pelayo Díaz † (menzionato nel 1007)
- Vimara Díaz † (menzionato nel 1011)
- Vistruario † (1014 - 1036 deceduto)
- Cresconio II † (1037 - circa 1066)
- Gudesteo † (1067 - 1069)
- Diego Peláez † (1070 - 1088 deposto)
- Pedro † (1088 - 1090)
- Diego Peláez † (1090 - 1094) (per la seconda volta)
- Dalmacio † (1094 - 1095)

### Vescovi e arcivescovi di Santiago
- Diego Gelmírez † (1º luglio 1100 - dopo il 17 aprile 1139 deceduto)[1]
- Berenguel † (1140 - 1142)
- Pedro Helías † (1143 - 1149)
- Bernardo I † (1151 - 1152)
- Pelayo Camundo † (14 gennaio 1153 - 1156 deceduto)
- Martín Martínez † (14 settembre 1156 - 1167)
- Pedro Gundestéiz † (1168 - febbraio 1173 o 1176 deceduto)
- Pedro Suárez de Deza † (1173 o 1176 - 1206)
- Pedro Muñoz † (1207 - 29 gennaio 1224 deceduto)
- Bernardo II † (prima del 1231 - 31 luglio 1237 dimesso)
- Juan Arias † (15 novembre 1238 - 1266)
- Egas Fafez de Lanhoso † (18 dicembre 1267 - 9 marzo 1268 deceduto)
- Juan Fernandez de Temez † (circa 1268 - ? deceduto)
- Gonzalo Gómez † (26 dicembre 1272 - prima del 28 febbraio 1281 deceduto)
  - Sede vacante (1281-1286)
- Rodrigo González † (25 maggio 1286 - 1304 deceduto)
- Rodrigo del Padrón † (11 maggio 1307 - 3 novembre 1316 deceduto)
- Berenguel de Landora, O.P. † (15 luglio 1317 - 1325 deceduto)
  - Sede vacante (1325-1330)
- Juan Fernández de Limia † (26 ottobre 1330 - 1338 deceduto)
- Martín Fernández † (27 gennaio 1339 - ? deceduto)
- Pedro † (12 settembre 1343 - ? deceduto)
- Gonzalo de Aguilar † (14 agosto 1348 - 4 gennaio 1351 nominato arcivescovo di Toledo)
- Gómez Manrique † (8 giugno 1351 - 2 maggio 1362 nominato arcivescovo di Toledo)
- Suero Gómez de Toledo † (2 maggio 1362 - 29 giugno 1366 deceduto)
- Alonso Sánchez de Moscoso † (13 novembre 1366 - 1367 deceduto)
- Rodrigo de Moscoso † (16 dicembre 1367 - novembre 1382 deceduto)
- Juan García Manrique † (11 agosto 1382 - ? deceduto)[2]
- Gomez † (4 agosto 1388 - ?) (obbedienza romana)
- Lope de Mendoza † (dopo il 18 gennaio 1399[3] - 3 febbraio 1445 deceduto)
- Álvaro Núñez de Isorna † (7 aprile 1445 - 9 febbraio 1449 deceduto)
- Rodrigo de Luna † (7 aprile 1449 - 1460)
- Alonso I de Fonseca y Ulloa † (3 dicembre 1460 - 1486 deceduto)
- Alonso II de Fonseca † (1486 - circa 1500 nominato patriarca di Alessandria)
  - Ludovico Borgia † (1507 - 1507 dimesso) (amministratore apostolico)
- Alonso III Fonseca y Acevedo † (4 agosto 1507 - 31 dicembre 1523 nominato arcivescovo di Toledo)
- Juan Pardo de Tavera † (8 giugno 1524 - 27 aprile 1534 nominato arcivescovo di Toledo)
- Pedro Gómez Sarmiento de Villandrando † (8 giugno 1534 - 13 ottobre 1541 deceduto)
- Gaspar de Ávalos de la Cueva † (29 marzo 1542 - 2 novembre 1545 deceduto)
- Pedro Manuel † (9 aprile 1546 - 1º gennaio 1550 deceduto)
- Juan Álvarez y Alva de Toledo, O.P. † (27 giugno 1550 - 15 settembre 1557 deceduto)
  - Alfonso de Castro, O.F.M. † (1558 - 1558 deceduto) (vescovo eletto)
- Gaspar Zúñiga Avellaneda † (21 ottobre 1558 - 22 giugno 1569 nominato arcivescovo di Siviglia)
- Cristóbal Fernández Valtodano † (20 febbraio 1570 - 14 novembre 1572 deceduto)
- Francisco Blanco Salcedo † (4 giugno 1574 - 26 aprile 1581 deceduto)
- Juan de Yermo (Liermo) y Hermosa † (8 gennaio 1582 - 8 gennaio 1584 deceduto)
- Alonso Velázquez † (9 marzo 1583 - 14 gennaio 1587 deceduto)
- Juan de Sanclemente Torquemada † (27 luglio 1587 - 20 aprile 1602 deceduto)
- Massimiliano d'Austria † (21 aprile 1603 - 1º luglio 1614 deceduto)
- Juan Beltrán Guevara y Figueroa † (12 gennaio 1615 - 22 maggio 1622 deceduto)
- Luis Fernández de Córdoba † (26 ottobre 1622 - 11 marzo 1624 nominato arcivescovo di Siviglia)
- Agustín Antolínez, O.S.A. † (1º luglio 1624 - 19 giugno 1626 deceduto)
- José González Díez, O.P. † (17 maggio 1627 - 12 agosto 1630 nominato arcivescovo di Burgos)
- Agustín Spínola Basadone † (23 ottobre 1630 - 16 gennaio 1645 nominato arcivescovo di Siviglia)
- Fernando de Andrade y Sotomayor † (20 marzo 1645 - 21 gennaio 1655 deceduto)
- Pedro Carrillo y Acuña † (30 agosto 1655 - aprile 1664 deceduto)
  - Sede vacante (1664-1668)
- Ambrosio Ignacio Spínola y Guzmán † (9 aprile 1668 - 7 ottobre 1669 nominato arcivescovo di Siviglia)
- Andrés Girón † (2 giugno 1670 - agosto 1680 deceduto)
- Francisco de Seijas y Losada † (28 aprile 1681 - 26 ottobre 1684 deceduto)
- Antonio Monroy, O.P. † (4 giugno 1685 - 7 novembre 1715 deceduto)
- Luis Salcedo Azcona † (1º luglio 1716 - 7 ottobre 1722 nominato arcivescovo di Siviglia)
- Miguel Herrero Esgueva † (20 gennaio 1723 - 17 luglio 1727 deceduto)
- José de Yermo y Santibáñez † (8 marzo 1728 - novembre 1737 deceduto)
- Manuel Isidro Orozco Manrique de Lara † (5 maggio 1738 - 1º febbraio 1745 deceduto)
- Cayetano Gil Taboada † (23 agosto 1745 - 10 marzo 1751 deceduto)
- Bartolomé Rajoy Losada † (19 luglio 1751 - 17 luglio 1772 deceduto)
- Francisco Alejandro Bocanegra Jivaja † (8 marzo 1773 - 16 aprile 1782 deceduto)
- Sebastián Malvar y Pinto, O.F.M. † (15 dicembre 1783 - 25 settembre 1795 deceduto)
  - Sede vacante (1795-1797)
- Felipe Antonio Fernández Vallejo † (18 dicembre 1797 - 8 dicembre 1800 deceduto)
- Rafael Múzquiz Aldunate † (20 luglio 1801 - 12 maggio 1821 deceduto)
  - Juan García Benito † (27 settembre 1822 - 8 luglio 1824 dimesso) (vescovo eletto)
- Simón Antonio Rentería Reyes † (12 luglio 1824 - 4 ottobre 1824 deceduto)
- Rafael Manuel José Benito de Vélez Téllez, O.F.M.Cap. † (20 dicembre 1824 - 3 agosto 1850 deceduto)
- Miguel García Cuesta † (5 settembre 1851 - 14 aprile 1873 deceduto)
- Miguel Payá y Rico † (16 gennaio 1874 - 7 giugno 1886 nominato arcivescovo di Toledo)
- Victoriano Guisasola y Rodríguez † (10 giugno 1886 - 20 gennaio 1888 deceduto)
- José María Martín de Herrera y de la Iglesia † (14 febbraio 1889 - 8 dicembre 1922 deceduto)
- Manuel Lago y González † (24 luglio 1923 - 18 marzo 1925 deceduto)
- Julián de Diego y García Alcolea † (8 ottobre 1925 - 16 gennaio 1927 deceduto)
- Zacarías Martínez Núñez, O.S.A. † (2 dicembre 1927 - 6 settembre 1933 deceduto)
- Tomás Muñiz Pablos † (13 agosto 1935 - 15 marzo 1948 deceduto)
- Carmelo Ballester y Nieto, C.M. † (9 ottobre 1948 - 31 gennaio 1949 deceduto)
- Fernando Quiroga y Palacios † (4 giugno 1949 - 7 dicembre 1971 deceduto)
- Ángel Suquía Goicoechea † (13 aprile 1973 - 12 aprile 1983 nominato arcivescovo di Madrid)
- Antonio María Rouco Varela (9 maggio 1984 - 28 luglio 1994 nominato arcivescovo di Madrid)
- Julián Barrio Barrio (5 gennaio 1996 - 1º aprile 2023 ritirato)
- Francisco José Prieto Fernández, dal 1º aprile 2023

## Statistiche
L'arcidiocesi nel 2022 su una popolazione di 1.310.000 persone contava 1.118.000 battezzati, corrispondenti all'85,3% del totale.
| anno | popolazione | popolazione | popolazione | presbiteri | presbiteri | presbiteri | presbiteri                | diaconi | religiosi | religiosi | parrocchie |
| anno | battezzati  | totale      | %           | numero     | secolari   | regolari   | battezzati per presbitero | diaconi | uomini    | donne     | parrocchie |
| ---- | ----------- | ----------- | ----------- | ---------- | ---------- | ---------- | ------------------------- | ------- | --------- | --------- | ---------- |
| 1950 | 1.152.000   | 1.153.000   | 99,9        | 1.135      | 930        | 205        | 1.014                     |         | 280       | 1.268     | 1.021      |
| 1970 | 1.204.300   | 1.206.952   | 99,8        | 1.297      | 1.065      | 232        | 928                       |         | 512       | 1.856     | 1.032      |
| 1980 | 1.273.000   | 1.275.000   | 99,8        | 1.166      | 929        | 237        | 1.091                     |         | 447       | 1.728     | 1.048      |
| 1990 | 1.248.210   | 1.302.329   | 95,8        | 1.033      | 808        | 225        | 1.208                     | 1       | 379       | 1.460     | 1.064      |
| 1999 | 1.179.039   | 1.281.564   | 92,0        | 916        | 707        | 209        | 1.287                     | 4       | 282       | 393       | 1.068      |
| 2000 | 1.146.213   | 1.259.574   | 91,0        | 861        | 660        | 201        | 1.331                     | 4       | 267       | 387       | 1.068      |
| 2001 | 1.173.963   | 1.290.070   | 91,0        | 860        | 653        | 207        | 1.365                     | 3       | 277       | 381       | 1.068      |
| 2002 | 1.139.364   | 1.294.732   | 88,0        | 783        | 636        | 147        | 1.455                     | 3       | 284       | 1.145     | 1.068      |
| 2003 | 1.196.276   | 1.314.591   | 91,0        | 808        | 662        | 146        | 1.480                     | 5       | 301       | 1.033     | 1.051      |
| 2004 | 1.132.664   | 1.287.118   | 88,0        | 768        | 627        | 141        | 1.474                     | 5       | 278       | 1.017     | 1.069      |
| 2010 | 1.192.508   | 1.301.147   | 91,7        | 807        | 609        | 198        | 1.477                     | 7       | 264       | 1.082     | 1.070      |
| 2014 | 1.189.000   | 1.324.741   | 89,8        | 732        | 536        | 196        | 1.624                     | 4       | 400       | 652       | 1.071      |
| 2017 | 1.135.000   | 1.312.000   | 86,5        | 669        | 481        | 188        | 1.696                     | 4       | 369       | 558       | 1.071      |
| 2020 | 1.133.880   | 1.320.350   | 85,9        | 545        | 429        | 116        | 2.080                     | 5       | 147       | 590       | 1.070      |
| 2022 | 1.118.000   | 1.310.000   | 85,3        | 535        | 392        | 143        | 2.089                     | 6       | 205       | 538       | 1.070      |